# برستون هاسكيل
برستون هاسكيل (بالإنجليزية: Preston Haskell) هو شخصية أعمال أمريكي، ولد في 15 أكتوبر 1938 في برمنغهام في الولايات المتحدة.